# 顶置凸轮轴

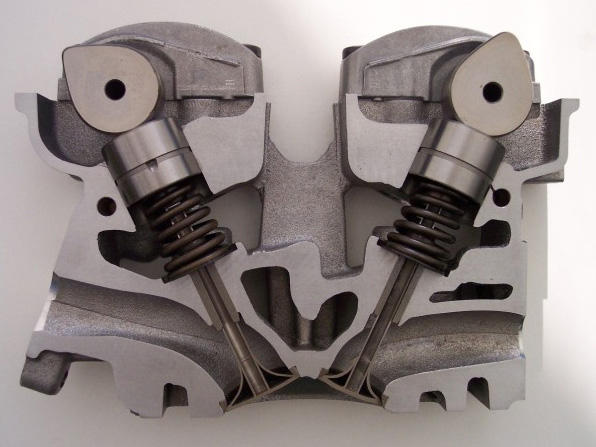
一个对半剖开的汽缸盖，内有两条顶置凸轮轴。两条凸轮轴下部各有一对气门。

顶置凸轮轴（英語：Overhead camshaft）是一种现今流行的汽车发动机气门机构。在这种结构中，凸轮轴被放置在汽缸盖内，燃烧室之上，直接驱动摇臂、气门，不必通过较长的推杆。与气门数相同的推杆式发动机（即顶置气门结构）相比，顶置凸轮轴结构中需要往复运动的部件要少得多，因此大大简化了配气结构，显著减轻了发动机重量，同时也提高了传动效率、降低了工作噪音。尽管顶置凸轮轴使发动机的结构更加复杂，但是它带来的更出色的引擎综合表现（特别是平顺性的显著提高）以及更紧凑的发动机结构，使发动机制造商很快在产品中将广泛应用这一设计。顶置凸轮轴与顶置气门结构的驱动方式并不一定不同。动力可以通过正时皮带、链条甚至齿轮组传递到顶置的凸轮轴上。
此外，顶置凸轮轴结构也使采用这一设计的发动机达到比采用顶置气门结构或整体式凸轮轴结构的发动机更高的转速。
如今，许多顶置凸轮轴发动机都采用了多气门结构或可变气门正时结构以提升发动机的工作效率和动力表现。
通常按照配气结构内包含的凸轮轴数目，顶置凸轮轴可分为以下两种形式：
- 单顶置凸轮轴（Single overhead camshaft, SOHC）
- 双顶置凸轮轴（Double overhead camshafts, DOHC）

## 单顶置凸轮轴（SOHC）

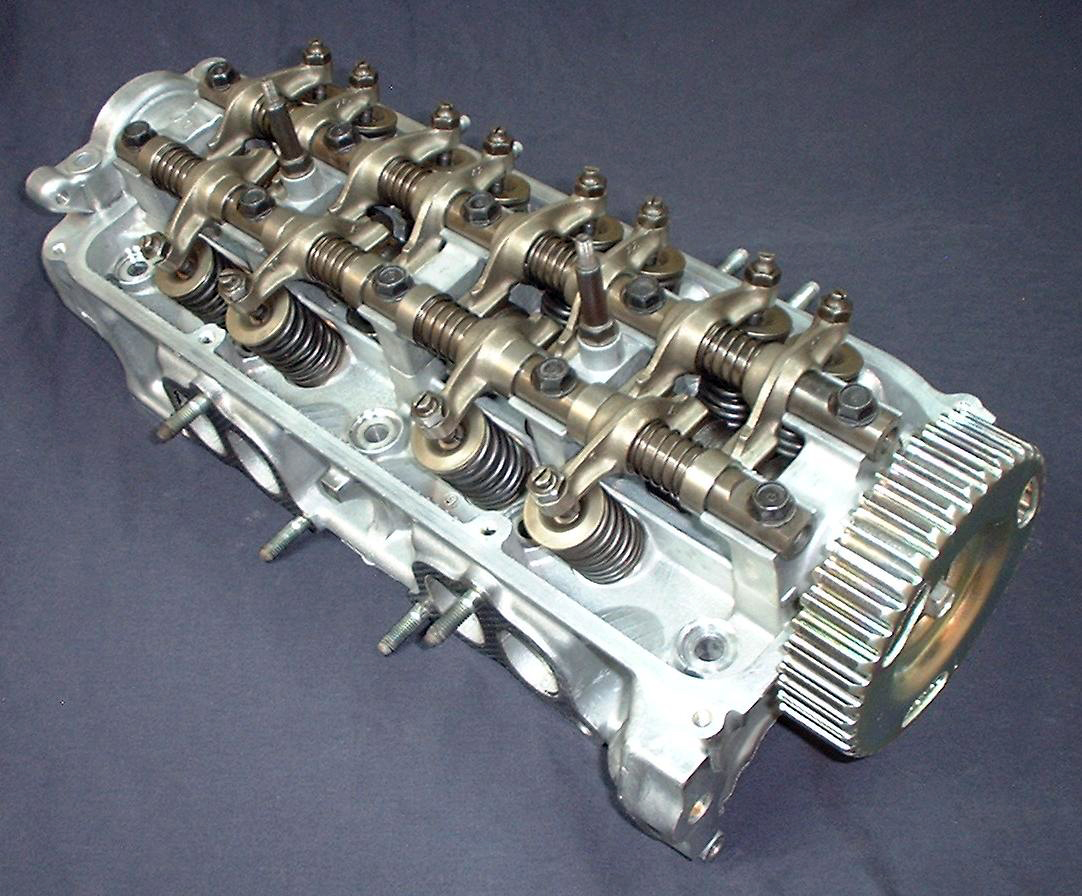
1987年款本田 CRX Si.（Honda CRX Si.）的单顶置凸轮轴汽缸盖。

单顶置凸轮轴是一种在汽缸盖内只设置一支凸轮轴的设计。采用这一设计的直列汽缸引擎只需在汽缸盖上方安裝一支凸轮轴，而V形汽缸引擎则需要两支凸轮轴，分别安裝在一侧汽缸组之上。
单顶置凸轮轴设计中，需要往复运动的部件及其总质量较同等条件下的推杆式引擎显著减少。因此单顶置凸轮轴能提高引擎转速，从而在输出扭矩相同的情况下提高引擎的功率输出。在这一设计中，凸轮轴能够直接或通过摇臂控制气门开闭，而不需像顶置气门的推杆式引擎一样，需要通过挺杆、较长的推杆以及摇臂将引擎组内凸轮轴上凸轮的运动传递到汽缸盖内的气门上。
相比于推杆式结构，单顶置凸轮轴设计能使引擎结构（主要是配气结构）更加紧凑。这一优势在同时采用多气门设计（即一个汽缸有两个以上的气门）时特别显著。不过有时为了适应引擎设计的特定要求，在使用单顶置凸轮轴设计的同时也需要采用一些附加部件。希尔曼顽童（Hillman Imp）的4缸8气门引擎便是采用气门间隙调节垫片及活塞阀进行调节的单顶置凸轮轴引擎的典型。希尔曼顽童是一款1960年代初设计制造的小型双门轿车。其后置合金發动机是由考文垂顶点（Coventry Climax）系列赛车引擎改进而来的。在这台引擎中，进气与排气气门被安放在引擎体的同一侧，因而无需采用交叉气流汽缸盖（crossflow cylinder head）的设计，同时有利于火星塞的工作。
不过单顶置凸轮轴也有其缺点。由于进气门和排气门在进气道中位置不同，气门开闭时间的精确性会受到一定影响。
在1980年代早期，丰田（Toyota）和大众汽车（Volkswagen）也曾在单顶置凸轮轴的每缸两气门引擎中使用过直接驱动、平行气门的结构以使体积进一步紧凑。丰田采用的是液压挺杆，而大众汽车采用的是桶状挺杆，同时还配备了气门间隙调节垫片以精确控制气门开闭时间。在单顶置凸轮轴引擎的所有气门排列形式中，这种设计可能是最为紧凑和简单的。

## 双顶置凸轮轴（DOHC）

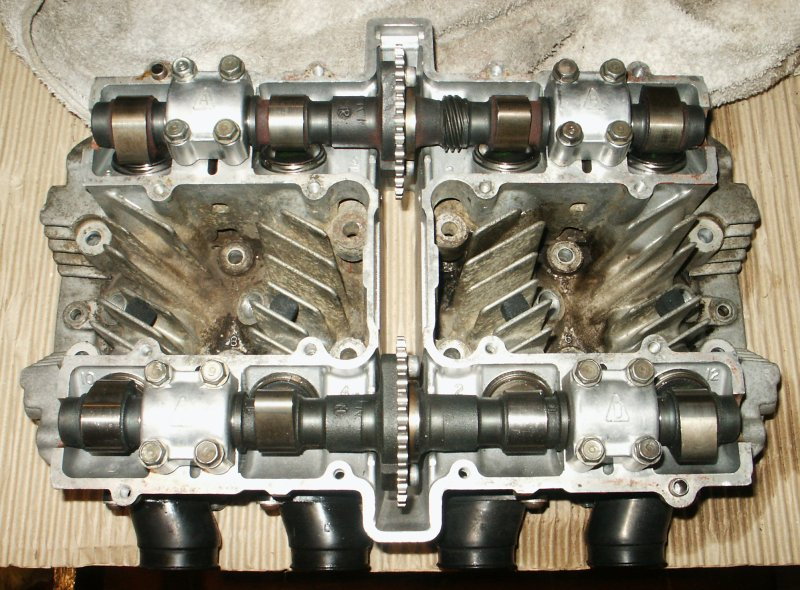
铃木GS550（Suzuki GS550）的双凸轮轴和驱动链轮的俯视图。

双顶置凸轮轴（dual overhead camshaft, DOHC，又称double overhead cam, dual overhead cam），或简称“双凸轮轴”（twin cam）是一种在汽缸盖内配备两支凸轮轴的氣門排列形式，两支凸轮轴分别控制进气门和排气门。根据引擎构造的不同（主要是汽缸排列形式的不同），一台一般的双顶置凸轮轴汽车引擎，最多可拥有两支到四支不等的凸轮轴。
双顶置凸轮轴结构的引擎并不一定有两个以上的进气门和排气门，但是如果多气门引擎的气门需要被直接驱动（虽然一般都通过挺杆驱动），那么双顶置凸轮轴是不可缺少的。然而，并非所有的双顶置凸轮轴都是多气门的設計，在多气门技术普及之前，两气门引擎上也经常配备两支凸轮轴。不过在当今，几乎所有的双顶置凸轮轴引擎中，每个汽缸都有三个到五个气门，因此双顶置凸轮轴已经与多气门技术划上了等号。

## 历史

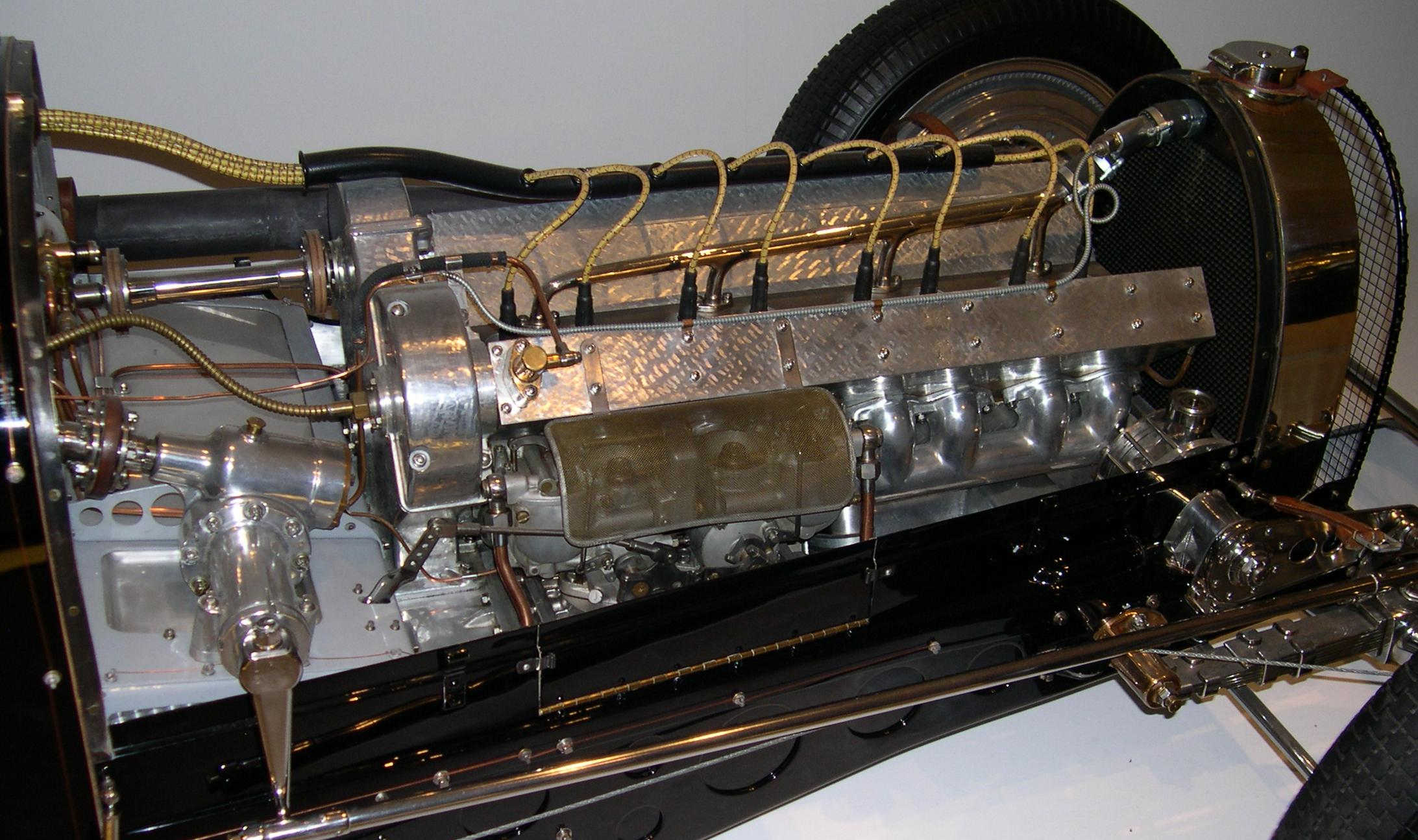
1933年布加迪59型（Bugatti Type 59）大奖赛赛车上的直8双顶置凸轮轴发动机。

最早一批采用双顶置凸轮轴设计的发动机分别是由飛雅特（Fiat，于1912年）、标致（Peugeot）大奖赛（于1913年）、阿尔法·罗密欧（Alfa Romeo）大奖赛（于1914年）设计制造的。其中后两者还采用了每缸四气门的设计。在后来的阿尔法·罗密欧6C（1925年）、玛莎拉蒂蒂波26（Maserati Tipo 26，1926年）、布加迪51型（Bugatti Type 51，1931年）以及早期的奥迪（Audi）等车上也采用了这一技术。此外，早期采用每缸两气门技术的法拉利（Ferrari）大多使用了双顶置凸轮轴。
当双顶置凸轮轴技术被最初引入主流汽车市场时，汽车制造商对这一技术进行了大量的推广。在1960年代中期，正当这一技术还仅限于少数限量生产的汽车和运动车上时，飛雅特集团果断地在其包括轿跑车、轿车、敞蓬车和旅行车在内的产品线上全面使用了皮带驱动的双顶置凸轮轴技术，从而成为了第一家全面应用这一技术的公司。